# Biến cố đảo Ganghwa
Biến cố đảo Ganghwa hay Trận Ganghwa (tiếng Hàn Quốc: 운요호 사건 [雲揚號事件] Unyo-ho sageon "Un'yō Biến cố"; tiếng Nhật: 江華島事件 Kōka-tō jiken), là một cuộc xung đột quân sự nổ ra vào ngày 20 tháng 9 năm 1875 giữa nhà Triều Tiên và Nhật Bản ở vùng đảo Ganghwa.